# موریس کارنوفسکی
موریس کارنوفسکی (انگلیسی: Morris Carnovsky؛ ۵ سپتامبر ۱۸۹۷ – ۱ سپتامبر ۱۹۹۲) یک هنرپیشه اهل ایالات متحده آمریکا بود.
از فیلم‌ها یا برنامه‌های تلویزیونی که وی در آن نقش داشته است می‌توان به راپسودی در بلو، زندگی امیل زولا، لبه تاریکی، دیوانه تفنگ، سیرانو دو برژراک، ناوبری کور، قمارباز، نمایی از پل اشاره کرد.